# 恩斯特·巴克曼
恩斯特·巴克曼（1919年8月25日—2009年6月27日）是在第二次世界大战中纳粹德国的一位党卫军坦克指挥官。战后任基斯多夫的市长。

## 生平
1919年8月25日，巴克曼出生于一个平凡的农民家庭，在1935年完成学业后便在家务农。1936年4月1日，16岁的巴克曼自愿参加党卫军特別機動部隊（SS-VT）在汉堡的培训。1937年7月31日被分配到驻扎于于博登湖畔拉多夫采尔的党卫军特别行动队第3大队第9排队担任机枪手，并在1939年参加了对波兰的突袭行动。1940年5月，巴克曼作为1939年成立的党卫军第2“帝国”装甲师的一员参与了法国战役。1941年6月22日他作为新成立的党卫军第5装甲师“维京”的一员参与了入侵苏联的巴巴罗萨行动，于1941年7月在前线负重伤。1942年底，巴克曼出任党卫军第2“帝国”装甲师的坦克指挥官，期间参加了第三次哈爾科夫戰役、库尔斯克会战。1944年调往西线，在6月到8月参与了的霸王行动与圣洛宋战役。
1944年冬天参与了突出部战役，1945年被英军俘虏。1976年至1994年，他担任石勒苏益格-荷尔斯泰因州基斯多夫市长。退休后他被社区任命为“名誉市长”，并于2009年在基斯多夫去世。